# リチャード・アイオアディ
リチャード・アイオアディ（Richard Ellef Ayoade ([aɪ.oʊˈɑːdeɪ] eye-oh-WA-deh、1977年6月12日 - ）は、イギリスのコメディアン、俳優、脚本家、映画監督。「リチャード・アヨエイド」や「リチャード・アヨアデ」などと表記されることもある。

## 略歴
ロンドン出身。ノルウェー人の母とナイジェリア人の父のもとに、一人っ子として生まれる。ケンブリッジ大学で学んだが、1997年から1998年まで大学の演劇クラブFootlightsの会長を務めた。在学中より舞台の脚本を多く手掛ける。2000年、俳優のマシュー・ホルネスと共に手がけた舞台Garth Marenghi's Fright Knightでエディンバラ・フェスティバル・フリンジに出演。結果的にその作品はチャンネル4でテレビシリーズGarth Marenghi's Darkplaceとして放映され、アイオアディは出演と演出を手掛けた。
2006年から4シーズン続いたコメディ『ハイっ、こちらIT課!』で一般にも知られるようになる。
2010年、初の長編監督作品『サブマリン』を完成させた。この作品は同年のトロント国際映画祭や第61回ベルリン国際映画祭でも上映された。
2012年にはベン・スティラー主演の『エイリアン バスターズ』に出演。

### ミュージックビデオ
リチャード・アイオアディは多くのPVも手掛けている。その中にはアークティック・モンキーズの"Fluorescent Adolescent"、"Crying Lightning"、"Cornerstone"、スーパー・ファーリー・アニマルズの"Run Away"、ラスト・シャドウ・パペッツの"Standing Next to Me"、"My Mistakes Were Made For You"、ヴァンパイア・ウィークエンドの"Oxford Comma"、"Cape Cod Kwassa Kwassa"、カサビアンの"Vlad the Impaler"、ヤー・ヤー・ヤーズの"Heads Will Roll"などがある。アークティック・モンキーズに関してはライブビデオの監督も手掛けた。

### プライベート
俳優のジェームズ・フォックスの娘であるリディアと2007年に結婚。

## 主な作品
| 年        | 題名                                                                                   | 役                            | 備考                                                             |
| --------- | -------------------------------------------------------------------------------------- | ----------------------------- | ---------------------------------------------------------------- |
| 2003-2007 | マイティ・ブーシュ The Mighty Boosh                                                    | Saboo                         | テレビシリーズ: 5エピソードに出演 1エピソードの脚本担当          |
| 2004      | Garth Marenghi's Darkplace                                                             | Dean Learner/Thornton Reed    | テレビシリーズ: 6エピソードに出演 脚本、演出も担当               |
| 2004      | ライフ・イズ・コメディ! ピーター・セラーズの愛し方 The Life and Death of Peter Sellers | 結婚式の写真家                |                                                                  |
| 2004      | AD/BC: A Rock Opera                                                                    | Joseph                        | テレビ映画 脚本、演出も担当                                      |
| 2005      | Nathan Barley                                                                          | ネッド                        | テレビシリーズ: 6エピソードに出演                                |
| 2005      | Festival                                                                               | Dwight Swan                   |                                                                  |
| 2006      | Man to Man with Dean Learner                                                           | Dean Learner                  | テレビシリーズ: 6エピソードに出演 脚本、演出、プロデュースも担当 |
| 2006      | Time Trumpet                                                                           | 本人                          | テレビシリーズ: 6エピソードに出演                                |
| 2006      | Snuff Box                                                                              | Music Show Host               | テレビシリーズ: 2エピソードに出演                                |
| 2006-2011 | ハイっ、こちらIT課! The IT Crowd                                                       | モーリス・モス                | テレビシリーズ: 24エピソードに出演                               |
| 2009      | Bunny and the Bull                                                                     | 学芸員                        |                                                                  |
| 2011      | サブマリン Submarine                                                                   | -                             | 脚本、監督のみ。日本では東京国際映画祭で上映された。             |
| 2011      | Community                                                                              | -                             | テレビシリーズ: 1エピソードの監督                                |
| 2012      | エイリアン バスターズ The Watch                                                        | ジャマルカス                  | ハリウッド・デビュー作                                           |
| 2012      | Noel Fielding's Luxury Comedy                                                          | City gent                     | テレビシリーズ: 3エピソードに出演                                |
| 2013      | 嗤う分身 The Double                                                                    | -                             | 脚本、監督のみ。2014年11月8日日本公開。                          |
| 2019-2020 | マンダロリアン The Mandalorian                                                         | ドロイドQ9-0の声              | Disney+ドラマシリーズ                                            |
| 2022      | バッドガイズ The Bad Guys                                                              | ルパート・マーマレード4世教授 | 声の出演                                                         |
| 2024      | 『インサイド・ヘッド』の世界より:ライリーの夢の製作スタジオ Dream Productions          | ゼニ                          | 声の出演                                                         |